# Diego de Alvarado
Diego  de Alvarado ou Diogo de Alvarado (Biscaia, c. 1570 — Lisboa, 12 de fevereiro de 1643) foi um compositor basco que residiu em Portugal durante cerca de 40 anos.

## Vida
Diego (ou Diogo) de Alvarado nasceu por volta de 1570 na Biscaia, Espanha. Esteve ao serviço da coroa espanhola, do rei Filipe III de Espanha (II de Portugal), como primeiro organista, até 13 de abril de 1602, altura em que se tornou organista da Capela Real em Lisboa, com o salário anual de 30.000 réis e (a partir de 13 de junho), três moios de trigo. Foi organista na corte portuguesa por mais de 40 anos, sendo organista em simultâneo com Manuel Rodrigues Coelho (ativo como tangedor entre 1604 e 1633) e colaborado com os mestres de capela Francisco Garro (entre 1592 e 1623) e Filipe de Magalhães (entre 1623 e 1641).
Camilo Castelo Branco faz-lhe referência no seu romance "O Regicida" (1874), adiciona uma nota (a 1.ª) onde transcreve informações de Diego (Diogo) de Alvarado recolhidas por Diogo de Paiva de Andrade (o jovem):
| “ | Diogo de Alvarado foi grande tangedor de tecla, que é o mesmo que de órgão. Viveu longa vida e conservou sempre a mesma destreza e agilidade no tanger daquele instrumento. Quarenta e três anos exerceu o ofício na Capela Real no tempo dos Filipes, e ainda três no reinado de D. João IV. Está sepultado na Igreja de Nossa Senhora dos Mártires, onde tem este epitáfio: “Sepultura de Diogo de Alvarado tangedor de tecla na Capela Real 43 anos, e de sua mulher, o qual faleceu em 12 de fevereiro de 1643.” | ” |
|   | — Diogo de Paiva de Andrade, “Memórias (inéditas) de Diogo de Paiva de Andrade”. |   |

Camilo Castelo Branco acrescenta ainda que a igreja citada é a "antiga igreja arrasada pelo terremoto de 1755" e que deste músico não achou "outra notícia, nem dele a teve o cardeal patriarca D. Frei Francisco de S. Luís na Lista de alguns artistas portugueses (Lisboa, 1839)".

## Obra
Dois motetos são referidos no Index da Biblioteca Real de Música de D. João IV, um "Ave virgo gloriosa", para 5 vozes, e "Versa est in luctum", para 4 vozes. Duas peças suas para órgão  estão num manuscrito apenso à edição impressa da Facultad Organica de Francisco Correa de Arauxo na Biblioteca do Palácio Nacional da Ajuda, com a cota 38-XII-27, ff. 205-217v. Este manuscrito está em tablatura espanhola. A primeira peça é uma composição sobre o tema espanhol do Pange Lingua, ao passo que a segunda peça é uma composição sobre uma obra para órgão de António Carreira, o Velho, Mestre de Capela de D. João III e D. Sebastião. A peça sobre o Pange Lingua está também no manuscrito da Biblioteca Pública Municipal do Porto, Livro de Frei Roque da Conceição, nos fólios 126v-127, com ligeiras diferenças relativas ao manuscrito da Biblioteca da Ajuda.